# Bozhou
Bozhou (chinois : 亳州 ; pinyin : Bòzhōu) est une ville du nord-ouest de la province de l'Anhui en Chine.

## Histoire
Bozhou est une célèbre ville historique et culturelle reconnue par l’État. Avec une histoire et civilisation de cinq mille ans, elle est considérée comme un des berceaux de la nation chinoise. Sous la dynastie des Xia (2100 – 1700 avant Jésus-Christ), la ville de Bozhou faisait déjà partie de la préfecture (ancienne division administrative) de Yuzhou, étant la capitale sous l’empereur Ku (un souverain mythique de l’antiquité chinoise). Elle fut également le fief des descendants de Shenong (un héros civilisateur de la mythologie chinoise sous la dynastie des Zhou (770-250 avant Jésus-Christ).
Bozhou est également le pays natal des personnages historiques célèbres comme Cao Cao (155-220), l’empereur Wu de la dynastie Wei, Lao Tseu (dates de naissance et de décès inconnues), père fondateur du Taoïsme, Tchouang-tseu (368 av – 286 av) qui est la plus grande figure du Taoïsme après Lao Tseu, et Hua Tuo (145 – 208), célèbre médecin chinois qui a fait la découverte de la narcose et des ouvertures abdominales.

## Climat
Les températures moyennes de Bozhou vont de +0,7 °C pour le mois le plus froid à +27,8 °C pour le mois le plus chaud, avec une moyenne annuelle de +14,9 °C (chiffres arrêtés en 1990).

## Le Musée deGujing
La ville de Bozhou abrite plus de 200 sites historiques classées sous les protections nationales, provinciales et municipales. Elle a été nommée « célèbre ville historique et culturelle de niveau national » en 1986, et a été classée parmi les « premières destinations touristiques d’excellence de Chine » en 1998.
Le musée de Gujing (古井, gǔjǐng, « Vieux puits »), choisi par l’État pour être un des sites de tourisme industriel national de démonstration, est désormais devenu un important site touristique de la province de l’Anhui.
Le musée de Gujing a été construit en 1994, il occupe une superficie de 3 200 m2, dont les surfaces construits sont de 2 200 m2. Le musée se trouve en face du siège du Groupe de Gujin, un couplet qui porte la calligraphie du célèbre calligraphe Qi Gong attire immédiatement le regard dès qu’on se trouve dans le hall d’entrée du musée. À droite : « une histoire de brassage millénaire fait vivre le puits des Wei », à gauche « les arômes intenses de Gujing répandent la réputation de la capitale des Shang (-1588 avant Jésus-Christ) », faisant un résumé de l’histoire du puits millénaire et du Gujing Gongjiu (古井贡酒, gǔjǐng gòngjiǔ). On dit en Chine, que c'est  « la pivoine, parmi les alcools » (酒中牡丹, jiǔ zhōng mǔdān).

## La ville de Bozhou et la culture de l’alcool blanc
Bozhou est non seulement une ville riche en patrimoine historique, mais également le berceau de la distillation d’alcool blanc de Chine. Aujourd’hui, la ville est devenue une des plus grandes bases de fabrication d’alcool blanc de la province
La ville de Bozhou a été connue sous le nom de « pays de l’alcool et capitale des plantes médicinales », la fabrication d’alcool a eu un poids important dans l’économie de la ville. Selon les sources de « L’histoire locale de Bozhou », les recettes provenant des impôts taxées sur les boissons alcoolisés étaient de cent mille Guan (mille pièces de la monnaie antique constituent un Guan) sous la dynastie des Song (960 – 1279 après Jésus-Christ), ce qui lui a permis d’atteindre la 4e place du pays. Parmi les productions locales, l’alcool « Janjiu », grâce à ses qualités au niveau de la couleur, de l’arôme et du goût, est devenu le premier choix des habitants locaux pour leurs repas de fêtes. Les paroles d’un chant folklorique disent : Avec la perche de la rivière Guohe et la carpe du Fleuve Jaune, on peut servir nos convives avec un bon repas arrosé de « Jianjiu ».

## Les échanges avec l’extérieur
Pour la promotion de la ville à l’étranger, de nombreux échanges et visites ont été effectués avec des pays étrangers, parmi lesquels on peut citer le Japon, la Corée du Sud, le Danemark, L’Afrique du Sud, le Brésil, la Russie, la Malaisie, la France, l’Australie et les États-Unis.

## Subdivisions administratives
La ville-préfecture de Bozhou exerce sa juridiction sur quatre subdivisions - un district et trois xian :
- le district de Qiaocheng - 谯城区 Qiáochéng Qū ;
- le xian de Woyang - 涡阳县 Wōyáng Xiàn ;
- le xian de Mengcheng - 蒙城县 Méngchéng Xiàn ;
- le xian de Lixin - 利辛县 Lìxīn Xiàn.